# علوم رفتاری و مغزی
علوم رفتاری و مغزی (انگلیسی: Behavioral and Brain Sciences) یک ژورنال علمی و داوری همتا که در سال ۱۹۷۸ توسط استوان هارناد تأسیس شد و توسط انتشارات دانشگاه کمبریج منتشر شد.